# Afrikaans kampioenschap voetbal onder 20 - 2019
Het Afrikaans kampioenschap voetbal onder 20 van 2019 was de 21e editie van het Afrikaans kampioenschap voetbal onder 20, een CAF-toernooi voor nationale ploegen van spelers onder de 20 jaar. Er namen acht landen deel aan dit toernooi dat van 2 tot en met 17 februari in Niger werd gespeeld. Mali werd voor de eerste keer winnaar van het toernooi. In de finale werd Senegal na strafschoppen verslagen. Zuid-Afrika werd derde.
Dit toernooi dient tevens als kwalificatietoernooi voor het wereldkampioenschap voetbal onder 20 van 2019, dat van 23 mei tot en met 15 juni in Polen  wordt gespeeld. De vier beste landen van dit toernooi plaatsen zich, dat zijn Mali, Senegal, Zuid-Afrika en Nigeria.

## Kwalificatie
De kwalificatie voor het toernooi vond plaats tussen 31 maart en 12 augustus 2018. Er werd gespeeld in 3 rondes, waarbij de aan elkaar gekoppelde teams steeds een uit- en thuiswedstrijd tegen elkaar spelen.
| Voorronde     | Voorronde | Voorronde      | Voorronde    | Voorronde    |
| Team 1        | Totaal    | Team 2         | 1e wedstrijd | 2e wedstrijd |
| ------------- | --------- | -------------- | ------------ | ------------ |
| Mauritanië    | 2–1       | Marokko        | 2–0          | 0–1          |
| Guinee-Bissau | 1–0       | Sierra Leone   | 1–0          | 0–0          |
| Algerije      | 5–2       | Tunesië        | 3–1          | 2–1          |
| Liberia       | X         | Benin          | X            | X            |
| Gabon         | 5–2       | Togo           | 4–0          | 1–2          |
| Kenia         | 1–1       | Rwanda         | 1–1          | 0–0          |
| Ethiopië      | 0–3       | Burundi        | 0–2          | 0–1          |
| Oeganda       | 8–1       | Zuid-Soedan    | 5–1          | 3–0          |
| Tanzania      | 0–0       | Congo-Kinshasa | 0–0          | 0–0          |
| Seychellen    | 0–6       | Mozambique     | 0–0          | 0–6          |
| Malawi        | 1–1       | Swaziland      | 0–0          | 1–1          |
| Botswana      | 1–1       | Namibië        | 0–0          | 1–1          |

| Eerste ronde  | Eerste ronde | Eerste ronde      | Eerste ronde | Eerste ronde |
| Team 1        | Totaal       | Team 2            | 1e wedstrijd | 2e wedstrijd |
| ------------- | ------------ | ----------------- | ------------ | ------------ |
| Mauritanië    | 3–3          | Guinee            | 1–0          | 2–3          |
| Guinee-Bissau | 2–3          | Nigeria           | 2–2          | 0–1          |
| Algerije      | 0–2          | Ghana             | 0–0          | 0–2          |
| Gambia        | 2–3          | Benin             | 2–1          | 0–2          |
| Burkina Faso  | 6–4          | Libië             | 3–1          | 3–3          |
| Gabon         | 3–2          | Ivoorkust         | 3–0          | 0–2          |
| Rwanda        | 1–3          | Zambia            | 0–2          | 1–1          |
| Burundi       | 3–1          | Soedan            | 1–1          | 2–0          |
| Oeganda       | 1–1          | Kameroen          | 1–0          | 0–1          |
| Tanzania      | 2–6          | Mali              | 1–2          | 1–4          |
| Mozambique    | 1–4          | Zuid-Afrika       | 1–1          | 0–3          |
| Botswana      | 1–4          | Congo-Brazzaville | 1–1          | 0–3          |
| Senegal       | 0–0          | Egypte            | 0–0          | 0–0          |
| Malawi        | 5–3          | Angola            | 1–2          | 4–1          |

| Tweede ronde      | Tweede ronde | Tweede ronde | Tweede ronde | Tweede ronde |
| Team 1            | Totaal       | Team 2       | 1e wedstrijd | 2e wedstrijd |
| ----------------- | ------------ | ------------ | ------------ | ------------ |
| Mauritanië        | 1–6          | Nigeria      | 1–1          | 0–5          |
| Ghana             | 4–2          | Benin        | 3–1          | 1–1          |
| Burkina Faso      | 4–1          | Gabon        | 3–1          | 1–0          |
| Zambia            | 1–3          | Burundi      | 1–0          | 0–3          |
| Kameroen          | 1–4          | Mali         | 1–1          | 0–3          |
| Zuid-Afrika       | 2–0          | Malawi       | 0–0          | 2–0          |
| Congo-Brazzaville | 3–6          | Senegal      | 2–2          | 1–4          |

1. ↑  Benin kwalificeerde zich voor de tweede ronde omdat Liberia zich terugtrok uit het toernooi.
2. ↑  Tanzania kwalificeerde zich nadat het via strafschoppen (6–5) van Congo-Kinshasa won.
3. ↑  Kameroen kwalificeerde zich nadat het via strafschoppen (4–5) van Oeganda won.
4. ↑  Senegal kwalificeerde zich nadat het via strafschoppen (7–6) van Egypte won.

## Loting
De loting voor het eindtoernooi vond plaats op 13 december 2018 om 21:00 (UTC+1) in het Centre Technique de La Fenifoot in Niamaey. Van te worden werd bepaald dat Niger (gastland) en Senegal (winnaar 2017) werden ingedeeld in groep A en B en dus niet tegen elkaar konden loten. De overige 6 landen werden verdeeld over 2 potten, op basis van de resultaten in het vorige toernooi.
| Automatisch   | Pot 1            | Pot 2                              |
| ------------- | ---------------- | ---------------------------------- |
| Niger Senegal | Zuid-Afrika Mali | Ghana Nigeria Burkina Faso Burundi |

## Stadions
| Niamey                                          | · Niamey (Stade Général Seyni Kountché) Maradi (Stade de Maradi) |
| Stade Général Seyni Kountché Capaciteit: 35.000 | · Niamey (Stade Général Seyni Kountché) Maradi (Stade de Maradi) |
|                                                 | · Niamey (Stade Général Seyni Kountché) Maradi (Stade de Maradi) |
| Maradi                                          | · Niamey (Stade Général Seyni Kountché) Maradi (Stade de Maradi) |
| Stade de Maradi Capaciteit: 15.000              | · Niamey (Stade Général Seyni Kountché) Maradi (Stade de Maradi) |

## Scheidsrechters
Er werden in totaal 12 scheidsrechters en 12 assistent-scheidsrechters geselecteerd voor dit toernooi.
Scheidsrechters
- Pacifique Ndabihawenimana (Burundi)
- Antoine Effa (Kameroen)
- Souleiman Ahmed Djama (Djibouti)
- Amin Mohamed Amin Mohamed Omar (Egypte)
- Peter Waweru (Kenia)
- Boubou Traoré (Mali)
- Imtehaz Heeralall (Mauritius)
- Ali Mohamed Moussa (Niger)
- Jean Claude Ishimwe (Rwanda)
- Hassan Mohamed Hagi (Somalië)
- Kokou Ntalé (Togo)
- Haythem Guirat (Tunesië)

Assistent scheidsrechters
- Abdoulaziz Yacouba (Niger)
- Jospin Luckner Malonga (Centraal-Afrikaanse Republiek)
- Samir Gamal Saad Mohamed (Egypte)
- Firmino Bassafim (Guinee-Bissau)
- Lionel Hasinjarasoa (Madagaskar)
- Fabien Cauvelet (Mauritius)
- Mustapha Akerkad (Marokko)
- Mathew Kanyanga (Namibië)
- Abdoul Aziz Moctar Saley (Niger)
- Hamza Hagi Abdi (Somalië)
- Dick Okello (Oeganda)
- Samuel Temesgin Atango (Ethiopië)

## Groepsfase

### Groep A
| Pos. | Land        | GW | W | G | V | DV | DT | +/− | Ptn. |
| ---- | ----------- | -- | - | - | - | -- | -- | --- | ---- |
| 1    | Nigeria     | 3  | 2 | 1 | 0 | 3  | 0  | +3  | 7    |
| 2    | Zuid-Afrika | 3  | 1 | 2 | 0 | 2  | 1  | +1  | 5    |
| 3    | Niger       | 3  | 0 | 2 | 1 | 4  | 5  | –1  | 2    |
| 4    | Burundi     | 3  | 0 | 1 | 2 | 3  | 6  | –3  | 1    |

|                               |            |     |             |                                                                                    |
| 2 februari 2019 16:30 (UTC+1) | Niger      | 1–1 | Zuid-Afrika | Stade Général Seyni Kountché, Niamey Scheidsrechter: Ahmad Imtehaz Heeralall (MRI) |
| 2 februari 2019 16:30 (UTC+1) | Goumey 63' |     | 70' Mkhize  | Stade Général Seyni Kountché, Niamey Scheidsrechter: Ahmad Imtehaz Heeralall (MRI) |

|                               |                       |     |         |                                                                                              |
| 2 februari 2019 19:30 (UTC+1) | Nigeria               | 2–0 | Burundi | Stade Général Seyni Kountché, Niamey Scheidsrechter: Antoine Max Depadoux Effa Essouma (CMR) |
| 2 februari 2019 19:30 (UTC+1) | Yahaya 55' Effiom 71' |     |         | Stade Général Seyni Kountché, Niamey Scheidsrechter: Antoine Max Depadoux Effa Essouma (CMR) |

|                               |             |     |         |                                                                         |
| 5 februari 2019 16:30 (UTC+1) | Zuid-Afrika | 0–0 | Nigeria | Stade Général Seyni Kountché, Niamey Scheidsrechter: Peter Waweru (KEN) |
| 5 februari 2019 16:30 (UTC+1) |             |     |         | Stade Général Seyni Kountché, Niamey Scheidsrechter: Peter Waweru (KEN) |

|                               |                                                 |     |                                          |                                                                                           |
| 5 februari 2019 19:30 (UTC+1) | Burundi                                         | 3–3 | Niger                                    | Stade Général Seyni Kountché, Niamey Scheidsrechter: Amin Mohamed Amin Mohamed Omar (EGY) |
| 5 februari 2019 19:30 (UTC+1) | Irakoze 45' (pen.) Ulimwengu 73' Kanakimana 75' |     | Salou 18' (pen.) Amoustapha 42' Sabo 56' | Stade Général Seyni Kountché, Niamey Scheidsrechter: Amin Mohamed Amin Mohamed Omar (EGY) |

|                               |       |              |         |                                                                          |
| 8 februari 2019 16:30 (UTC+1) | Niger | 0–1          | Nigeria | Stade Général Seyni Kountché, Niamey Scheidsrechter: Boubou Traore (MLI) |
| 8 februari 2019 16:30 (UTC+1) |       | Alhassan 73' |         | Stade Général Seyni Kountché, Niamey Scheidsrechter: Boubou Traore (MLI) |

|                               |                   |     |         |                                                              |
| 8 februari 2019 16:30 (UTC+1) | Zuid-Afrika       | 1–0 | Burundi | Stade de Maradi, Maradi Scheidsrechter: Haythem Guirat (TUN) |
| 8 februari 2019 16:30 (UTC+1) | Le Roux 9' (pen.) |     |         | Stade de Maradi, Maradi Scheidsrechter: Haythem Guirat (TUN) |

### Groep B
| Pos. | Land         | GW | W | G | V | DV | DT | +/− | Ptn. |
| ---- | ------------ | -- | - | - | - | -- | -- | --- | ---- |
| 1    | Senegal      | 3  | 3 | 0 | 0 | 9  | 1  | +8  | 9    |
| 2    | Mali         | 3  | 2 | 0 | 1 | 2  | 2  | 0   | 6    |
| 3    | Ghana        | 3  | 1 | 0 | 2 | 2  | 3  | –1  | 3    |
| 4    | Burkina Faso | 3  | 0 | 0 | 3 | 1  | 8  | –7  | 0    |

|                               |                   |     |      |                                                              |
| 3 februari 2019 16:30 (UTC+1) | Senegal           | 2–0 | Mali | Stade de Maradi, Maradi Scheidsrechter: Haythem Guirat (TUN) |
| 3 februari 2019 16:30 (UTC+1) | Lopy 71' Ndaw 90' |     |      | Stade de Maradi, Maradi Scheidsrechter: Haythem Guirat (TUN) |

|                               |              |                  |       |                                                                  |
| 4 februari 2019 16:30 (UTC+1) | Burkina Faso | 0–2              | Ghana | Stade de Maradi, Maradi Scheidsrechter: Mohamed Ali Moussa (NIG) |
| 4 februari 2019 16:30 (UTC+1) |              | 41', 77' Lomotey |       | Stade de Maradi, Maradi Scheidsrechter: Mohamed Ali Moussa (NIG) |

|                       |               |     |              |                                                                      |
| 6 februari 2019 13:30 | Mali          | 1–0 | Burkina Faso | Stade de Maradi, Maradi Scheidsrechter: Souleiman Ahmed Djamal (DJI) |
| 6 februari 2019 13:30 | M. Traoré 52' |     |              | Stade de Maradi, Maradi Scheidsrechter: Souleiman Ahmed Djamal (DJI) |

|                       |       |                |         |                                                                   |
| 6 februari 2019 16:30 | Ghana | 0–2            | Senegal | Stade de Maradi, Maradi Scheidsrechter: Jean Claude Ishimwe (RWA) |
| 6 februari 2019 16:30 |       | 11', 45' Badji |         | Stade de Maradi, Maradi Scheidsrechter: Jean Claude Ishimwe (RWA) |

|                               |                                                     |     |              |                                                                   |
| 9 februari 2019 16:30 (UTC+1) | Senegal                                             | 5–1 | Burkina Faso | Stade de Maradi, Maradi Scheidsrechter: Hassan Mohamed Hagi (SOM) |
| 9 februari 2019 16:30 (UTC+1) | A. N'Diaye 8', 42' Diallo 35' Badji 50' Niang 90+3' |     | 34' Tapsoba  | Stade de Maradi, Maradi Scheidsrechter: Hassan Mohamed Hagi (SOM) |

|                               |           |     |       |                                                                                      |
| 9 februari 2019 16:30 (UTC+1) | Mali      | 1–0 | Ghana | Stade Général Seyni Kountché, Niamey Scheidsrechter: Pacifique Ndabihawenimana (BDI) |
| 9 februari 2019 16:30 (UTC+1) | Dramé 53' |     |       | Stade Général Seyni Kountché, Niamey Scheidsrechter: Pacifique Ndabihawenimana (BDI) |

## Knock-outfase
|  | Halve finale         | Halve finale         |       |                      | Finale               | Finale |
|  |                      |                      |       |                      |                      |        |
|  | 13 februari – Niamey |                      |       |                      |                      |        |
|  | Nigeria              | 1 (3)                |       |                      |                      |        |
|  | Mali                 | 1 (4)                |       |                      |                      |        |
|  |                      |                      |       |                      |                      |        |
|  |                      |                      |       |                      | 17 februari – Niamey |        |
|  |                      |                      |       |                      | Mali                 | 1 (3)  |
|  |                      | Senegal              | 1 (2) |                      |                      |        |
|  |                      |                      |       |                      |                      |        |
|  |                      |                      |       |                      | Derde plaats         |        |
|  | 13 februari – Niamey | 13 februari – Niamey |       | 16 februari – Niamey | 16 februari – Niamey |        |
|  | Senegal              | 1                    |       | Nigeria              | 0 (3)                |        |
|  | Zuid-Afrika          | 0                    |       |                      | Zuid-Afrika          | 0 (5)  |

### Halve finale
|                                |                                     |            |                                        |                                                                                           |
| 13 februari 2019 16:30 (UTC+1) | Nigeria                             | 1–1 (n.v.) | Mali                                   | Stade Général Seyni Kountché, Niamey Scheidsrechter: Amin Mohamed Amin Mohamed Omar (EGY) |
| 13 februari 2019 16:30 (UTC+1) | Durugbor 86'                        |            | 78' M. Traoré                          | Stade Général Seyni Kountché, Niamey Scheidsrechter: Amin Mohamed Amin Mohamed Omar (EGY) |
| 13 februari 2019 16:30 (UTC+1) | Strafschoppen                       |            |                                        | Stade Général Seyni Kountché, Niamey Scheidsrechter: Amin Mohamed Amin Mohamed Omar (EGY) |
| 13 februari 2019 16:30 (UTC+1) | Ozornwafor Udo Muhammad Effiom Okon | 3–4        | B. Traoré L. N'Diaye Dramé Diaby Touré | Stade Général Seyni Kountché, Niamey Scheidsrechter: Amin Mohamed Amin Mohamed Omar (EGY) |

|                                |                  |     |             |                                                                                      |
| 13 februari 2019 19:30 (UTC+1) | Senegal          | 1–0 | Zuid-Afrika | Stade Général Seyni Kountché, Niamey Scheidsrechter: Pacifique Ndabihawenimana (BDI) |
| 13 februari 2019 19:30 (UTC+1) | Khupe 70' (e.d.) |     |             | Stade Général Seyni Kountché, Niamey Scheidsrechter: Pacifique Ndabihawenimana (BDI) |

### Troostfinale
|                                |                                 |     |                                     |                                                                               |
| 16 februari 2019 16:30 (UTC+1) | Nigeria                         | 0–0 | Zuid-Afrika                         | Stade Général Seyni Kountché, Niamey Scheidsrechter: Mohamed Ali Moussa (NIG) |
| 16 februari 2019 16:30 (UTC+1) |                                 |     |                                     | Stade Général Seyni Kountché, Niamey Scheidsrechter: Mohamed Ali Moussa (NIG) |
| 16 februari 2019 16:30 (UTC+1) | Strafschoppen                   |     |                                     | Stade Général Seyni Kountché, Niamey Scheidsrechter: Mohamed Ali Moussa (NIG) |
| 16 februari 2019 16:30 (UTC+1) | Alhassan Muhammad Zaruma Effiom | 3–5 | Khupe Le Roux Ncamani Modise Mkhize | Stade Général Seyni Kountché, Niamey Scheidsrechter: Mohamed Ali Moussa (NIG) |

### Finale
|                                |                                   |            |                                   |                                                                           |
| 17 februari 2019 16:30 (UTC+1) | Mali                              | 1–1 (n.v.) | Senegal                           | Stade Général Seyni Kountché, Niamey Scheidsrechter: Haythem Guirat (TUN) |
| 17 februari 2019 16:30 (UTC+1) | B. Traoré 16'                     |            | 75' A. N'Diaye                    | Stade Général Seyni Kountché, Niamey Scheidsrechter: Haythem Guirat (TUN) |
| 17 februari 2019 16:30 (UTC+1) | Strafschoppen                     |            |                                   | Stade Général Seyni Kountché, Niamey Scheidsrechter: Haythem Guirat (TUN) |
| 17 februari 2019 16:30 (UTC+1) | B. Traoré L. N'Diaye Diaby Samaké | 3–2        | Lopy Mendy Diack A. N'Diaye Niang | Stade Général Seyni Kountché, Niamey Scheidsrechter: Haythem Guirat (TUN) |

1979 · 1981 · 1983 · 1985 · 1987 · 1989 · 1991 · 1993 · 1995 · 1997 · 1999 · 2001 · 2003 · 2005 · 2007 · 2009 · 2011 · 2013 · 2015 · 2017 · 2019 · 2021 · 2023

Jeugdtoernooi CAF mannen: onder 17 · onder 23

Jeugdtoernooi CAF vrouwen: onder 17 · onder 20